# Igeltjärnen (Skogs socken, Hälsingland, 678105-155505)
Igeltjärnen är en sjö i Söderhamns kommun i Hälsingland och ingår i Ljusnans huvudavrinningsområde.